# Il venditore di armi
Il venditore di armi (The Gun Seller) è il primo romanzo dell'attore, scrittore e musicista britannico Hugh Laurie. Pubblicato nel Regno Unito nel 1996 ma arrivato in Italia il 23 maggio 2007.

## Trama
Il protagonista Thomas Lang ha perso il suo lavoro di poliziotto, non ha più denaro e non ha una moglie. Lavora come mercenario e l'unica cosa che gli rimane è la sua  moto Kawasaki ZZR 1100. Nonostante la sua condizione disperata non accetta l'offerta di centomila dollari per l'assassinio di un industriale americano, bensì vuole avvertire quest'ultimo del rischio che sta correndo. Malgrado le sue buone intenzioni, Lang viene coinvolto in un complotto di scala internazionale in cui sono a loro volta coinvolti il governo inglese, la CIA, terroristi e trafficanti di armi. Lang tenta in tutti i modi di evitare la strage terroristica mondiale ed infine di salvare la donna di cui si è innamorato durante questa disavventura.

## Critica
- "Come scrittore, Mr. Laurie è brillante, affascinante, coinvolgente e pieno di humour".  New York Times Book Review
- "Un esordio straordinario. Thomas Lang è un James Bond dei nostri giorni, con gli stessi ingredienti ma aggiornati e con battute molto più spiritose." Daily Telegraph
- "Un divertente thriller dove azione e ironia sono mixate al punto giusto e dove Laurie mostra di aver ben assimilato la tradizione degli autori delle spy stories, del noir e dell'hard boiled."  Luca Corvi, il Giornale